# Eotetranychus kankitus
Eotetranychus kankitus är en spindeldjursart som beskrevs av Ehara 1955. Eotetranychus kankitus ingår i släktet Eotetranychus och familjen Tetranychidae. Inga underarter finns listade i Catalogue of Life.